# Buffy the Vampire Slayer (игра, 2002)
«Баффи — истребительница вампиров» (англ. Buffy the Vampire Slayer) — видеоигра 2002 года, вторая в серии игр по мотивам успешного мистического телесериала «Баффи — истребительница вампиров».

## Сюжет
Действие игры происходит в 3 сезоне между сериями Revelations (3x07) и Lovers Walk (3x08).
Древний вампир Мастер, которого Баффи победила в конце первого сезона, находит способ вернуться к жизни, но пока лишь в виде бесформенного призрака. Теперь вампир ищет тело, в которое он сможет переселиться. Баффи и её друзья пытаются помешать кровожадному лидеру вампиров вернуться к жизни.

## Роли озвучивали
- Жизель Лорен — Баффи Саммерс
- Николас Брендон — Ксандер Харрис
- Элисон Ханниган — Уиллоу Розенберг
- Энтони Стюарт Хэд — Руперт Джайлз
- Джеймс Марстерс — Спайк
- Дэвид Бореаназ — Ангел
- Каризма Карпентер — Корделия Чейз
- Ди Си Дуглас — Мастер
- Тони Минк — Брент
- Скотт Л. Шврц — Вампир-байкер
- Владимир Тевловски — Дополнительные голоса

## Уровни
В игре всего 13 уровней:
- Испанский особняк (англ. Spanish Mission)
- Школа Саннидэйла (англ. Sunnydale High)
- Бронза (англ. The Bronze)
- Кладбище Саннидэйла (англ. Sunnydale Cemetery)
- Склеп (англ. The Mausoleum)
- Подземная церковь (англ. The Sunken Church)
- Особняк Ангела (англ. Angel's Mansion)
- Пристань Саннидэйла (англ. Sunnydale Docks)
- Возвращение в Саннидэйлскую школу (англ. Return To Sunnydale High)
- Фабрика (англ. The Foundry)
- Возвращение в церковь (англ. Return To The Sunken Church)
- Царство Дримеров (англ. The Dreamer's Realm)
- Апсида (англ. The Apse)

Между уровнями персонажи встречаются в библиотеке Санидэйлской школы. Игрок узнаёт что-то новое о сюжете, а Баффи получает оружие от Ксандера, Джайлз показывает девушке новые боевые движения, а Уиллоу помогает исцелиться.

## Персонажи
Из главных героев сериала в игре появляются Баффи, Ксандер, Уиллоу, Корделия, Джайлз, Ангел и Спайк (выступающий здесь в роли злодея).
Отрицательные персонажи: Малик, Сцилла, Матереани, Ангелус (вампирская сущность Ангела), Дримеры (Урд, Скалд и Верданди) и сам Мастер.
К противникам уровней относятся вампиры, гончие из Ада, зомби, гигантские пауки и демоны Ханоч.

## Разработка
Первоначально планировалось, что игра будет выпущена для приставки PlayStation, затем для Dreamcast и Windows. Но работы над проектами были заморожены, и в итоге было принято решение выпустить игру на Xbox.
Позже игру переиздали в серии Xbox Classics: Platinum Hits.

## Оценки
| Сводный рейтинг | Сводный рейтинг |
| Агрегатор       | Оценка          |
| --------------- | --------------- |
| GameRankings    | 80,55 %         |
| Metacritic      | 79/100          |